# Milltown (New Jersey)
Milltown is een plaats (borough) in de Amerikaanse staat New Jersey, en valt bestuurlijk gezien onder Middlesex County.

## Demografie
Bij de volkstelling in 2000 werd het aantal inwoners vastgesteld op 7000.
In 2006 is het aantal inwoners door het United States Census Bureau geschat op 7038, een stijging van 38 (0.5%).

## Geografie
Volgens het United States Census Bureau beslaat de plaats een oppervlakte van
4,2 km², waarvan 4,1 km² land en 0,1 km² water.

## Geboren
- Danny Pintauro, Amerikaans acteur

## Plaatsen in de nabije omgeving
De onderstaande figuur toont nabijgelegen plaatsen in een straal van 8 km rond Milltown.